# Pseudobiffarius caesari
Pseudobiffarius caesari is een tienpotigensoort uit de familie van de Callianassidae. De wetenschappelijke naam van de soort is voor het eerst geldig gepubliceerd in 2000 door Heard & Manning.